# Штарк, Йоханнес
Йоха́ннес Штарк (также Иоганнес Штарк, нем. Johannes Stark; 15 апреля 1874, Фрайунг — 21 июня 1957, Траунштайн) — немецкий физик.
Окончил Мюнхенский университет (1898 г.), где в 1898—1900 гг. был ассистентом. В 1900—1906 гг. работал в Гёттингенском университете, в 1906—1909 гг. — в Ганноверской высшей технической школе, в 1909—1917 гг. — профессор Высшей технической школы в Ахене, 1917—1920 гг. — Грейфсвальдского университета, 1920—1933 гг. — Вюрцбургского университета, в 1933—1939 гг. — президент Физико-технического института (Берлин — Шарлоттенбург) и президент Немецкого научно-исследовательского общества в 1934–1936 годах.
Работы по оптике, атомной физике, теории валентности. В 1905 г. обнаружил эффект Доплера в каналовых лучах, в 1913 г. — явление расщепления спектральных линий в электрическом поле (эффект Штарка). Дал (1907 г.) объяснение рентгеновскому излучению и вторичным электронам, возникающим при торможении катодных лучей.
Нобелевский лауреат по физике 1919 года «За открытие эффекта Доплера в каналовых лучах и расщепления спектральных линий в электрическом поле (эффект Штарка)». Член Берлинской АН. Лауреат премии Баумгартнера Венской академии наук, премии Фальбруха Гёттингенской академии наук и золотой медали Маттеуччи Итальянской национальной академии наук.
Активный противник теории относительности. При нацистах участвовал в немецком националистическом движении «арийская физика». Был членом нацистской партии. После 1933 года начал борьбу против «белых евреев», к которым относил физиков, не разделявших его взгляды, в частности Гейзенберга. По его мнению, нобелевская премия, которую получил последний, была «демонстрацией находящегося под еврейским влиянием Нобелевского комитета против национал-социалистической Германии».
После Второй мировой войны Штарк был арестован и 20 июля 1947 года был признан «главным преступником» и приговорен судом по денацификации к четырем годам трудовых лагерей. Позже этот приговор был заменен на условный. 